# بنك الكونغو المركزي
بنك الكونغو المركزي (Central Bank of the Congo)، هو البنك المركزي لجمهورية الكونغو الديمقراطية وهو المؤسسة المالية المسؤولة على الحفاظ على الاستقرار النقدي في البلاد. تقع مكاتب البنك الرئيسية في شارع العقيد تشاتشي بحي غومبي بكينشاسا. يشارك المصرف في اتخاذ سياسات لتعزيز الإدراج المالي كما أنه عضو في التحالف من أجل الإدراج المالي. أعلن البنك في 5 مايو 2012 أنه سيساهم في اتخاذ التزامات محددة للإدراج المالي وفقا لإعلان مايا.

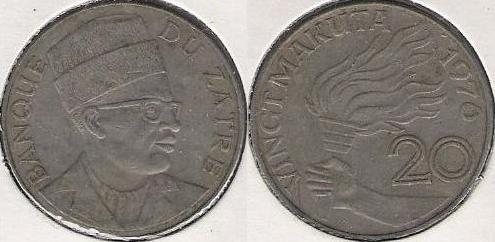
صورة لإحدى القطع النقدية لعام 1970

## الفروع
يقوم البنك المركزي بتشغيل شبكة من الفروع الإقليمية في جميع أنحاء الكونغو الديمقراطية والتي تُعتبر أكبر بلد من حيث المساحة جنوبي الصحراء الأفريقية. وتتواجد هذه الفروع في: لوبومباشي وغوما وكانيما وكاسومباليسا وكيكويت وتشيكابا وإليبو وماتادي. كما يمكن تعيين بنوك تجارية أخرى كمثثل للبنك في المناطق التي لاتتواجد بها مقرات فرعية مثل تراست مارشنت بانك الذي ينشط في منطقتي كولويزي وليكازي.

## التاريخ
- من 1886 إلى 1908: قام ليوبولد الثاني ملك بلجيكا بضم الكونغو للمملكة. وأصدر في 27 يونيو 1887 مرسوما ملكيا يقضي بإصدار عملة الفرنك لدولة الكونغو الحرة ولرواندا ولبوروندي. وضعت معاهدة هيليغولاند-زنجبار رواندا وبوروندي ضمن نطاق النفوذ الألماني في أفريقيا، فأصبحت الروبية الشرق أفريقية الألمانية العملة الرسمية في كلا البلدين بالرغم من أن الفرنك في طور الاستعمال. أصبحت الكونغو البلجيكية عضوا في الاتحاد النقدي اللاتيني بعد نقل مسؤولية افتراضية من قبل ليوبولد من بلجيكا إلى الكونغو.
- في 1909: أسست عدة بنوك بلجيكية بصفة اشتراكية بنك الكنغو البلجيكي ليكون وكيلا في الكونغو لجميع البنوك البلجيكية الكبرى عوضا عن أن يكون مؤسسة فرعية أو تابع لأحد من هذه البنوك، ولكن كان آنذاك بنك سوسيتيه جنرال بلجيكا مسيطرا على السوق واستحوذ في نهاية المطاف على نسبة كبيرة من مصرف الكنغو البلجيكية.
- في 1911:منحت الحكومة الاستعمارية البنك عقدا احتكاريا لمدة 25 عاما يقضي بإصدار سندات العملات للمستعمرة وعين كوكيل مالي للحكومة الاستعمارية. أصدر البنك أول العملات النقدية في عام 1912.
- بعد هزيمة ألمانيا في الحرب العالمية الأولى، ضمت بلجيكا راوندا و بوروندي لانتداب عصبة الأمم، وأصبحتا ضمن منطقة الفرنك الكنغولي. وعلى إثر اتفاقية 10 أكتوبر 1927 أُعيد النظر في مسألة السندات كما تم تمديد العقد الاحتكاري للبنك لغاية 1 يوليو عام 1952. بعد احتلال ألمانيا لبلجيكا أثناء الحرب العالمية الثانية تدخل بنك إنجلترا في شؤون الكنغو بشكل مؤقت مما أسفر عن إدراج الفرنك الكنغولي في لندن.
- وبعد يوم واحد من انتهاء مدة العقد الاحتكاري (1 يوليو 1952)، أُوكلت مهمة إنشاء السندات للبنك الجديد وهو البنك المركزي الكونغو البلجيكي والراوندي-الأوغندي، وقم تم حله بعد استقلال الكونغو في عام 1960، وتم إنشاء البنك الوطني الكونغولي في عام 1964 ليكون بمثابة البنك المركزي الجديد.
- وعلى مدى أربع سنوات (1960-1964)، خدم بنك إصدار بروندي و راوغندا كلا بلدين، ولكن عند استقلال راوندا عام 1961، وتلاها استقلال بروندي بعام أصبح لكلا الدولتين بنكيهما الخاصين عام 1961 وهما:بنك بوروندي الملكي وبنك راوندا الوطني. وفي عام 1966 أصبحت بوروندي جمهورية وبالتلي أصبح يسمى ببنك جمهورية بوروندي. كما تم تغير اسم بنك الكونغو الوطني إلى بنك الزائير، وذلك إثر تسميتها بجمهورية الزائير عام 1971، وعندما سُميت بجمهورية الكونغو الديمقراطية أصبح يُدعى بنك الكونغو المركزي.